# Żołnierz Legionów i POW
Żołnierz Legionów i P.O.W – kwartalnik wydawany w latach 1937–1939 przez Komendę Naczelną Związku Legionistów i Zarząd Główny Związku Peowiaków. Redakcja czasopisma mieściła się w Warszawie przy ul. Zielnej 45. Redaktorem naczelnym był Wacław Jankiewicz.
Numery 3 i 4 z 1939 r. zostały wydane łącznie jako numer jubileuszowy poświęcony rocznicy powstania Legionów z podtytułem 6 sierpnia 1914 – 6 sierpnia 1939. W tomie zamieszczono: krótką przemowę Józefa Piłsudskiego do Kompanii Kadrowej (strona 4), przemówienie wygłoszone na I Zjeździe Legionistów w Krakowie w dniu 6 sierpnia 1922 r. (strony 5-18), a także, np.:
- Wacław Lipiński – Legiony Polskie 1914–1918 (strony 54-63),
- Tadeusz Pelczarski – Próba utworzenia Rządu Narodowego w sierpniu 1914 (strony 64-88),
- Wacław Jędrzejewicz – P.O.W. i Batalion Warszawski (strony 118-144),
- Materiały do historii I Brygady (strony 145-227),
- Józef Zając – II Brygada (strony 228-230),
- Bronisław Pawłowski – Z historii 2 pułku piechoty Wojska Polskiego (strony 241-246),
- Bolesław Waligóra – Organizacja 4 pułku Leg. Pol. (strony 247-272),
- Maksymilian Landau – Organizacja Art. Leg. Pol. (strony  272-294),
- Wilhelm Orlik-Rückemann – Szósty Pułk (strona 296),
- Stanisław Wołoszyn-Broczyński – Historia 2 pułku ułanów Rokitniańskich Legionów Polskich (strony 298-301),
- Bolesław Wieniawa-Długoszowski – Ze wspomnień o Komendancie (strony 324-330) i inne artykuły.